# Miaoli (xiàn)
Miaoli is een arrondissement (Xiàn) in Taiwan. Het arrondissement Miaoli telde in 2013 bij de volkstelling 564.223 inwoners op een oppervlakte van 1820 km². Het merendeel van de bevolking van Miaoli spreekt Taiwan-Hakka.

## Geboren
- Chen Yingzhen (8 november 1937), schrijver
- Chun Kai Feng (2 november 1988), wielrenner